# 17653 Bochner
17653 Bochner è un asteroide della fascia principale. Scoperto nel 1996, presenta un'orbita caratterizzata da un semiasse maggiore pari a 2,6655566 UA e da un'eccentricità di 0,2189917, inclinata di 12,28399° rispetto all'eclittica.